# Ounagha (kommun)
Ounagha (franska: Ounagha (CR), Ounagha (Commune Rurale), arabiska: أولاد امرابط) är en kommun i Marocko.   Den ligger i provinsen Essaouira och regionen Marrakech-Safi, i den centrala delen av landet, 400 km sydväst om huvudstaden Rabat. Antalet invånare är 11 133.